# Rossina Cianelli
Rossina Cianelli es una deportista chilena que compitió en judo. Ganó dos medallas de bronce en el Campeonato Panamericano de Judo, en los años 1980 y 1982.

## Palmarés internacional
| Campeonato Panamericano | Campeonato Panamericano       | Campeonato Panamericano | Campeonato Panamericano |
| Año                     | Lugar                         | Medalla                 | Categoría               |
| ----------------------- | ----------------------------- | ----------------------- | ----------------------- |
| 1980                    | Isla de Margarita (Venezuela) | Medalla de bronce       | –58 kg                  |
| 1982                    | Santiago de Chile (Chile)     | Medalla de bronce       | –56 kg                  |